# Lê Quang Cường (cầu thủ bóng đá)
Lê Quang Cường (sinh ngày 2 tháng 1 năm 1983) là một cựu cầu thủ bóng đá người Việt Nam từng thi đấu cho câu lạc bộ SHB Đà Nẵng và đội tuyển quốc gia Việt Nam.

## Danh hiệu

### Câu lạc bộ
SHB Đà Nẵng:
V-League 1: 2009, 2012

### Đội tuyển quốc gia
Việt Nam:
Giải vô địch bóng đá Đông Nam Á: 2008